# Zerbster Teilung

Fürst Friedrich August von Anhalt-Zerbst

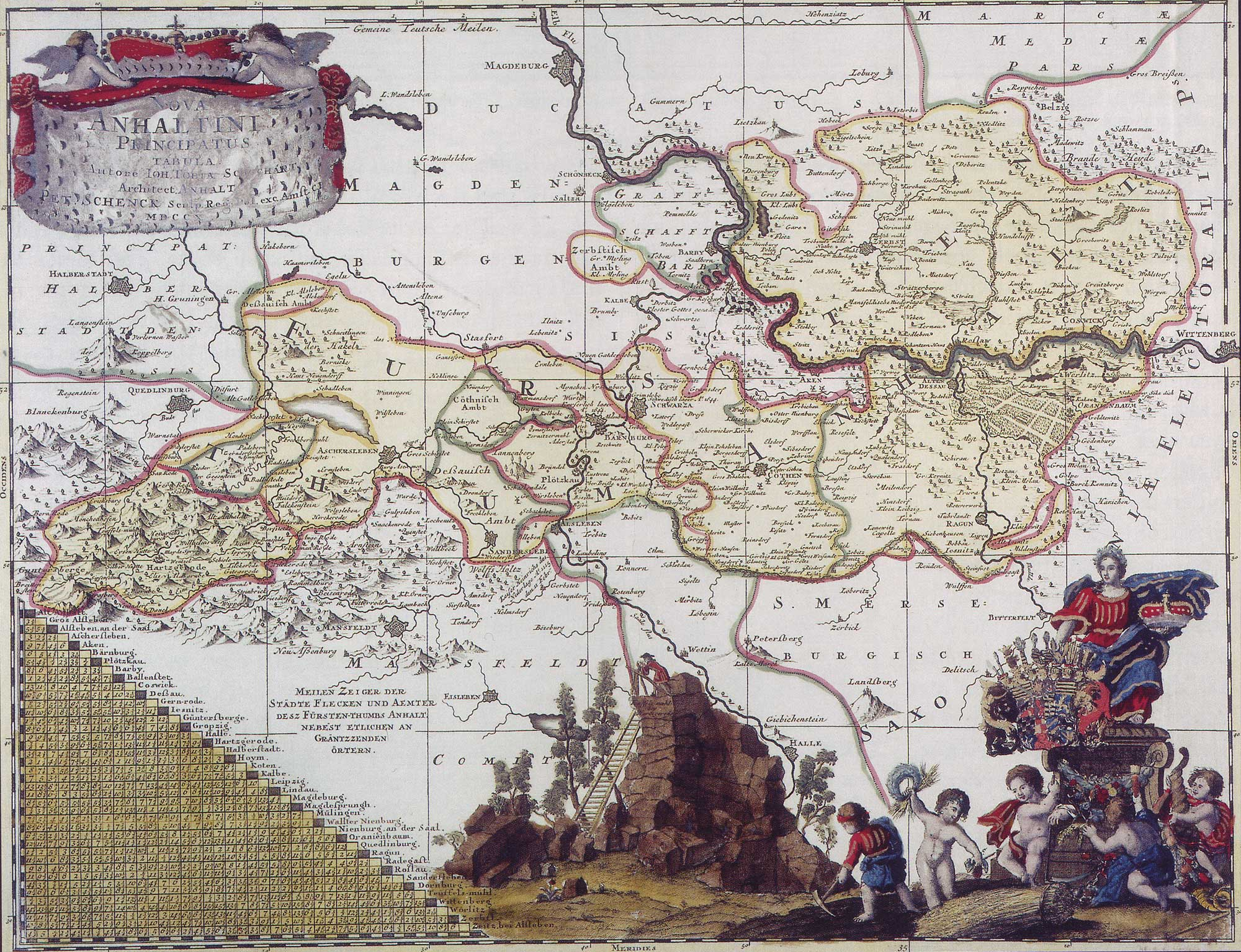
Fürstentum Anhalt, Karte von Peter Schenk (1710)

In der Zerbster Teilung vom 28. Dezember 1797 wurde das Fürstentum Anhalt-Zerbst unter die drei noch verbliebenen Linien Anhalt-Dessau, Anhalt-Köthen und Anhalt-Bernburg aufgeteilt.

## Ursache
Vorausgegangen war 1793 der Tod von Fürst Friedrich August, der keine männlichen Erben hinterließ. Nach dem Anhaltischen Hausvertrag musste nun dessen Herrschaftsgebiet zu gleichen Teilen unter die noch existierenden Linien aufgeteilt werden. Die Vorbereitung der Teilung wurde Fürst Friedrich Albrecht von Anhalt-Bernburg als Senior des Gesamthauses übertragen.

## Durchführung
Nach der Feststellung und Trennung des Lehengutes (Feudum) des Gesamthauses vom Eigengut (Allodium) der Familie wurde in einem ersten Schritt mit der Witwe Friederike und der Zarin Katharina II., deren Ansprüche ermittelt; die Zarin war als geborene Prinzessin Sophie Auguste Friederike von Anhalt-Zerbst-Dornburg und ältere Schwester des letzten Fürsten von Anhalt-Zerbst, Haupterbin des Allodiums und hatte vorab die Herrschaft Jever unabhängig von der Erbauseinandersetzung mit dem Gesamthaus Anhalt in Besitz genommen, da diese nicht im Lehensverband mit dem Gesamthaus stand und ihr als Kunkellehen (weibliche Erbfolge) allein zugefallen war. Nach langwierigen Verhandlungen wurden im Vertrag von Zerbst vom 22. November 1795 Katharinas Ansprüche an das Allodium gegen Zahlung einer Hauptsumme von 175.000 Reichstalern abgefunden.
In einem zweiten Schritt erreichten die drei verbliebenen Linien des Hauses Anhalt nach langen Verhandlungen mit Kursachsen in einem Recess vom 15. Juni 1796 die erneute Belehnung mit dem Mannlehen Walternienburg und allem Zubehör – allerdings ohne die Landeshoheit, die sich der Kurfürst vorbehielt. Außerdem wurde eine Kommission eingesetzt, die den genauen Umfang der beiderseitigen Güter feststellen sollte.
Nachdem nun der Gesamtumfang des Nachlasses feststand, wurde zur Aufhebung der gemeinsamen Verwaltung des vormaligen Fürstentums Anhalt-Zerbst eine Teilung in drei „Lose“ vorgenommen und diese am 28. Dezember 1797 verteilt:
- Leopold III. Friedrich Franz von Anhalt-Dessau erhielt insbesondere die Stadt und das Amt Zerbst (ohne die Dörfer Stackelitz und Weiden), vom Amt Lindau die Dörfer Nedlitz und Reuden, vom Amt Roßlau einige Zubehörteile und das vorgenannte Amt Walternienburg. Hierzu kamen noch die Rittergüter Dobritz, Grimme, Jütrichau, Krakau (bei Coswig), Polenzko und Golmenglin (bei Grimme)
- Alexius Friedrich Christian von Anhalt-Bernburg erhielt insbesondere die Ämter Coswig und Mühlingen, die Güter Thießen und Hundeluft, einen Teil des Amts Roßlau und vom Amt Zerbst die Dörfer Stackelitz und Weiden. Außerdem die Rittergüter Klieken, Buro (bei Coswig) und Senst,
- August Christian Friedrich von Anhalt-Köthen schließlich erhielt insbesondere die Ämter Roßlau, Lindau und Dornburg – mit Ausnahme der den beiden anderen Linien zugefallenen Teilstücke – sowie die Rittergüter Necken (bei Roßlau) und Garitz (bei Zerbst)

## Folgen
Im Zuge der Erbteilung kam es zur Klärung und Abgrenzung der Territorialansprüche Kursachsens und Anhalts sowie zur teilweisen Bereinigung von Streubesitz innerhalb des anhaltischen Herrschaftsgebiets.

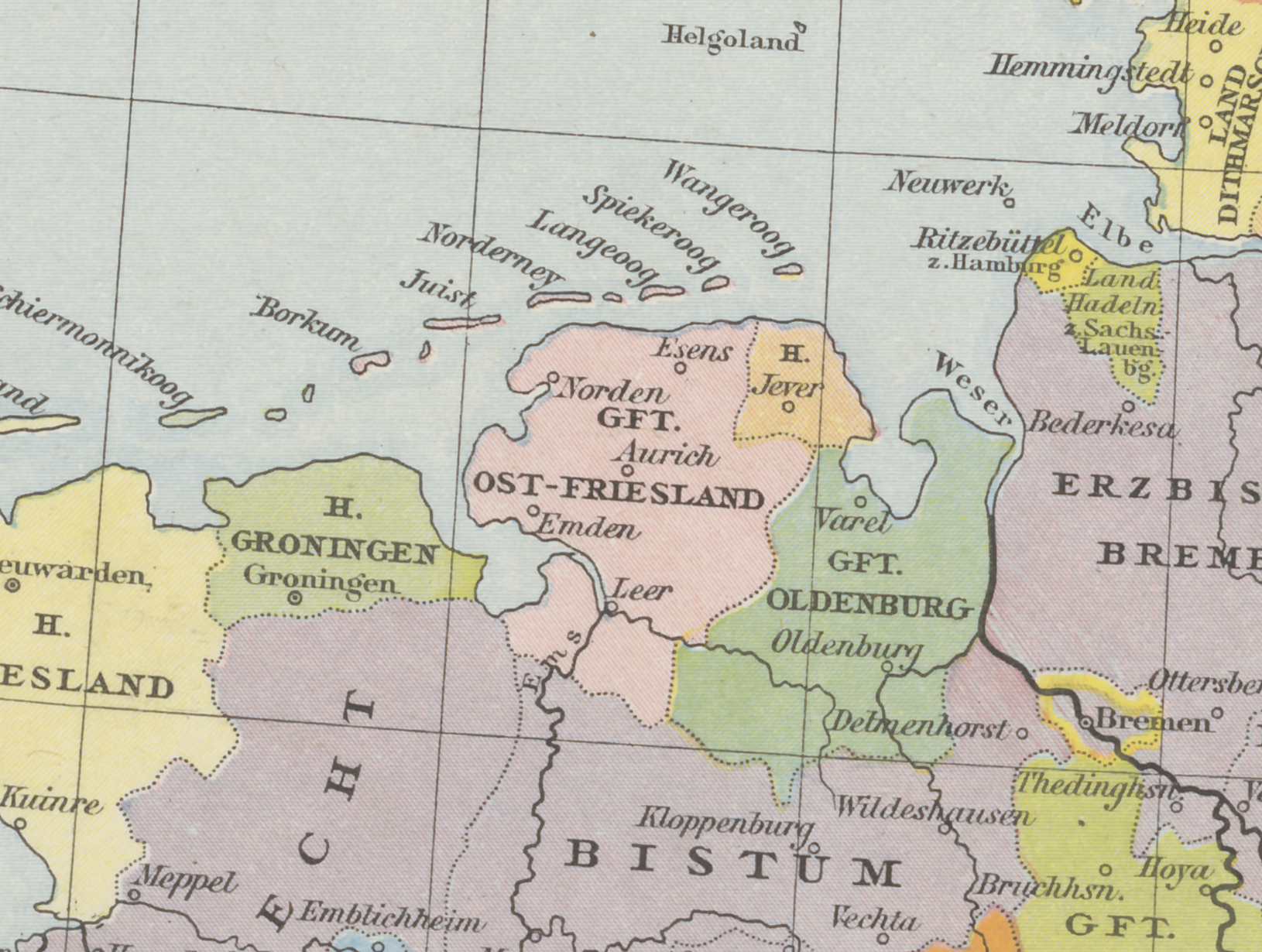
Herrschaft Jever und Umgebung um 1500

Die „Außenbesitzung“ Jever war dem Fürsten Johann VI. von Anhalt-Zerbst von Anton Günther, dem Bruder seiner Mutter Magdalene von Oldenburg, vererbt worden mit der ausdrücklich vom Lehnsherrn zugestandenen Eigenschaft der weiblichen Erbfolge bei Fehlen männlicher Nachkommen. Jever gehörte deshalb nicht zum Gesamtlehengut des Hauses Anhalt und ging daher dauerhaft verloren. Die Herrschaft blieb – mit Ausnahme der Jahre 1807 bis 1813 – noch bis 1818 unter russischer Hoheit.
Als Statthalterin setzte Katharina ihre Schwägerin Friederike Auguste Sophie, die Witwe des letzten Zerbster Fürsten, ein, der außerdem der lebtägliche Nießbrauch am Allodium der Linie Zerbst vorbehalten war. Als 1806 Jever von französischen Truppen besetzt und nach dem Tilsiter Frieden von Napoleon dem Königreich Holland einverleibt wurde, floh sie deshalb nach Anhalt und wohnte bis zu ihrem Tode (1827) in Coswig.